# باري مايكل
باري مايكل (بالإنجليزية: Barry Michael)‏ هو ملاكم أسترالي يصنف ضمن فئة وزن الريشة. حقق بطولة الاتحاد الدولي للملاكمة.

## إحصائيات
خاض خلال مسيرته 60 نزالا، فاز في 48 وتعادل في 3 وخسر في 9. فاز بالضربة القاضية في 15 نزالا.

## روابط خارجية
- باري مايكل على موقع بوكس ريك (الإنجليزية) (registration required)